# Jamides lyria
Jamides lyria är en fjärilsart som beskrevs av Hans Fruhstorfer. Jamides lyria ingår i släktet Jamides och familjen juvelvingar. Inga underarter finns listade i Catalogue of Life.